# Yunwu Shan
Yunwu Shan är ett berg i Kina. Det ligger i provinsen Guangdong, i den södra delen av landet, omkring 190 kilometer sydväst om provinshuvudstaden Guangzhou. Toppen på Yunwu Shan är 655 meter över havet, eller 93 meter över den omgivande terrängen. Bredden vid basen är 1,0 km.
Runt Yunwu Shan är det ganska tätbefolkat, med 192 invånare per kvadratkilometer. Närmaste större samhälle är Sihe, 6,8 km norr om Yunwu Shan. I omgivningarna runt Yunwu Shan växer i huvudsak städsegrön lövskog.
Genomsnittlig årsnederbörd är 2 371 millimeter. Den regnigaste månaden är april, med i genomsnitt 351 mm nederbörd, och den torraste är januari, med 26 mm nederbörd.